# Tengen 1993
Il Tengen 1993 è stata la diciannovesima edizione del torneo goistico giapponese Tengen. 

## Svolgimento
- W indica vittoria col bianco
- B indica vittoria col nero
- X indica la sconfitta
- +R indica che la partita si è conclusa per abbandono
- +N indica lo scarto dei punti a fine partita
- +F indica la vittoria per forfeit
- +T indica la vittoria per timeout
- +? indica una vittoria con scarto sconosciuto
- V indica una vittoria in cui non si conosce scarto e colore del giocatore

### Torneo
|  | Primo turno       | Primo turno |  |  | Secondo turno     | Secondo turno |              |                 | Terzo turno | Terzo turno |  |  | Semifinale | Semifinale |  |  | Finale | Finale |
|  |                   |             |  |  |                   |               |              |                 |             |             |  |  |            |            |  |  |        |        |
|  | Satoshi Kataoka   | B+4,5       |  |  |                   |               |              |                 |             |             |  |  |            |            |  |  |        |        |
|  | Satoru Kobayashi  |             |  |  | Satoshi Kataoka   | B+R           |              |                 |             |             |  |  |            |            |  |  |        |        |
|  | Takeshi Sakai     | B+R         |  |  | Takeshi Sakai     |               |              |                 |             |             |  |  |            |            |  |  |        |        |
|  | Makoto Doi        |             |  |  |                   |               |              | Satoshi Kataoka | W+R         |             |  |  |            |            |  |  |        |        |
|  | Michihiro Morita  | B+R         |  |  | Michihiro Morita  |               |              |                 |             |             |  |  |            |            |  |  |        |        |
|  | Shigeaki Yokota   |             |  |  | Michihiro Morita  | W+R           |              |                 |             |             |  |  |            |            |  |  |        |        |
|  | Cho Chikun        | B+4,5       |  |  | Cho Chikun        |               |              |                 |             |             |  |  |            |            |  |  |        |        |
|  | Yuichi Sonoda     |             |  |  |                   |               |              | Satoshi Kataoka | B+R         |             |  |  |            |            |  |  |        |        |
|  | Satoshi Yuki      | B+R         |  |  | Satoshi Yuki      |               |              |                 |             |             |  |  |            |            |  |  |        |        |
|  | Yasumasa Hane     |             |  |  | Satoshi Yuki      | B+14,5        |              |                 |             |             |  |  |            |            |  |  |        |        |
|  | Hiroshi Yamashiro | B+R         |  |  | Hiroshi Yamashiro |               |              |                 |             |             |  |  |            |            |  |  |        |        |
|  | Hideyuki Fujisawa |             |  |  |                   |               | Satoshi Yuki | W+11,5          |             |             |  |  |            |            |  |  |        |        |
|  | Tadashi Sasaki    | B+2,5       |  |  | Tadashi Sasaki    |               |              |                 |             |             |  |  |            |            |  |  |        |        |
|  | Kōichi Kobayashi  |             |  |  | Tadashi Sasaki    | B+5,5         |              |                 |             |             |  |  |            |            |  |  |        |        |
|  | Masao Katō        | W+R         |  |  | Masao Katō        |               |              |                 |             |             |  |  |            |            |  |  |        |        |
|  | Hideharu Tanaka   |             |  |  |                   |               |              | Satoshi Kataoka | B+1,5       |             |  |  |            |            |  |  |        |        |
|  | Kimio Yamada      | W+3,5       |  |  | Kimio Yamada      |               |              |                 |             |             |  |  |            |            |  |  |        |        |
|  | Norimoto Yoda     |             |  |  | Kimio Yamada      | B+R           |              |                 |             |             |  |  |            |            |  |  |        |        |
|  | Tetsuya Kiyonari  | B+4,5       |  |  | Tetsuya Kiyonari  |               |              |                 |             |             |  |  |            |            |  |  |        |        |
|  | Masaki Takemiya   |             |  |  |                   |               | Kimio Yamada | W+0,5           |             |             |  |  |            |            |  |  |        |        |
|  | Masaki Ogata      | B+R         |  |  | Masaki Ogata      |               |              |                 |             |             |  |  |            |            |  |  |        |        |
|  | Hajime IWata      |             |  |  | Masaki Ogata      | B+R           |              |                 |             |             |  |  |            |            |  |  |        |        |
|  | Satsuo Ushinohama | W+0,5       |  |  | Satsuo Ushinohama |               |              |                 |             |             |  |  |            |            |  |  |        |        |
|  | Yasutoshi Yasuda  |             |  |  |                   |               | Kimio Yamada | W+R             |             |             |  |  |            |            |  |  |        |        |
|  | Akira Ishida      | W+R         |  |  | Akira Ishida      |               |              |                 |             |             |  |  |            |            |  |  |        |        |
|  | Atsushi Ishida    |             |  |  | Akira Ishida      | W+R           |              |                 |             |             |  |  |            |            |  |  |        |        |
|  | Meiko Tei         | W+R         |  |  | Meiko Tei         |               |              |                 |             |             |  |  |            |            |  |  |        |        |
|  | Hiroshi Mizuno    |             |  |  |                   |               | Akira Ishida | W+R             |             |             |  |  |            |            |  |  |        |        |
|  | Hideo Otake       | B+R         |  |  | Hideo Otake       |               |              |                 |             |             |  |  |            |            |  |  |        |        |
|  | Ō Rissei          |             |  |  | Hideo Otake       | B+R           |              |                 |             |             |  |  |            |            |  |  |        |        |
|  | Yutaka Shiraishi  | B+R         |  |  | Yutaka Shiraishi  |               |              |                 |             |             |  |  |            |            |  |  |        |        |
|  | Yoshio Ueki       |             |  |  |                   |               |              |                 |             |             |  |  |            |            |  |  |        |        |

### Finale
La finale è una sfida al meglio delle cinque partite. Il detentore Rin Kaiho ha affrontato lo sfidante scelto attraverso il processo di selezione.